# Jamie Hunt (Tennisspieler)
Jamie Hunt (* 27. April 1988 in San Antonio, Texas) ist ein ehemaliger US-amerikanischer Tennisspieler. Er gewann 2006 die Doppelkonkurrenz bei den US Open der Junioren.

## Karriere
Hunt spielte bis 2006 auf der ITF Junior Tour. In der Jugend-Rangliste erreichte er mit Rang 26 seine höchste kombinierte Notierung. Bei Grand-Slam-Turnieren kam er im Einzel nie über die ersten Runde hinaus, während er im Doppel mit seinem Landsmann Nathaniel Schnugg den Titel bei den US Open holte. Zuvor hatte er bereits den Banana Bowl gewonnen, der zur selben Kategorie gehörte.
Zwischen 2004 und 2008 spielte Hunt nur wenige Profiturniere und kam auf der drittklassigen ITF Future Tour nie weiter als in das Viertelfinale im Einzel und das Halbfinale im Doppel. In der Tennisweltrangliste war er im Einzel und Doppel nur außerhalb der Top 1000 gelistet. 2006 begann er direkt im Anschluss an seine Zeit als Junior ein Studium an der University of Georgia, das er 2010 abschloss. Im Anschluss daran arbeitete er als Tennistrainer. 2017 kehrte er als Cheftrainer zurück an seine Hochschule.